# وكالة الفضاء البرازيلية
وكالة الفضاء البرازيلية، (البرتغالية:Agência Espacial Brasileira; AEB) هي هيئة مدنية في البرازيل تتولى مسؤولية البيروقراطية في البرنامج الفضائي البرازيلي. وهي تدير محطة الفضاء البرازيلية في الكانتارا وموقع إطلاق صورايخ في باييرا دو إنفرنو. أعطت هذه الوكالة الصدارة للبرازيل في منطقة أمريكا اللاتينية، وجعلت البرازيل من أهم الشركاء محطة الفضاء الدولية.
والوكالة هي الوريث لبرنامج الفضاء البرازيلي. لاحقا، أصبح البرنامج تحت إدارة الجيش البرازيلي؛ وحولت الوكالة إلى هيئة مدنية في 10 فبراير 1994.
عانت الوكالة نكسة في 2003، عندما أنفجر صاروخ برازيلي وقتل 21 تقني معه. أطلقت البرازيل بنجاح أول صاروخ لها في 23 أكتوبر 2004 من محطة إطلاق الصواريخ بالكانتارا، كان الصاروخ من طراز VSB-30. والعديد من عمليات إطلاق الصواريخ تتابعت بنجاح بعد ذلك.
في 30 مارس 2006، أصبح ماركوس بونتيس أصبح أول برازيلي يصعد إلى الفضاء الخارجي، وقطن محطة الفضاء الدولية لمدة أسبوع.في 8 أبريل 2006 هبط هو والطاقم في كازاخستان.
وكالة الفضاء البرازيلية تتعاون الآن مع عدة وكالات فضاء في عدة دول منها: أوكرانيا، الصين، إسرائيل، الأرجنتين.